# Cattedrale del Sacro Cuore di Gesù (Bamako)
La cattedrale del Sacro Cuore di Gesù (in francese Cathédrale du Sacré-Cœur-de-Jésus de Bamako) è il principale edificio di culto cattolico della capitale maliana Bamako. È la chiesa principale dell'arcidiocesi di Bamako.

## Storia
La parrocchia associata alla cattedrale fu creata nel 1923 e il primo parroco fu padre René Bazin, assistito da padre Brun, procuratore del vicariato apostolico.
Tuttavia, la costruzione della cattedrale iniziò solo il 21 febbraio 1925, con la benedizione della prima pietra da parte di Mons. Sauvant, alla presenza del Maresciallo Pétain. Due anni dopo, l'edificio era pronto per l'uso. La cattedrale di Bamako sarà poi completata nel 1936.
Fino al 1957, era l'unico luogo di culto cattolico ufficiale della città. Mons. Pierre-Louis Leclerc fu insediato come primo arcivescovo di Bamako il 21 febbraio 1956. Fu sepolto nella cattedrale nel 1988.